# Sự ổn định của Hệ Mặt Trời
Sự ổn định của Hệ Mặt Trời là một chủ đề được điều tra nghiên cứu nhiều trong thiên văn học. Mặc dù các hành tinh là ổn định khi được quan sát theo dòng lịch sử và sẽ ổn định trong thời gian ngắn, nhưng các tác động hấp dẫn yếu của chúng đối với nhau có thể tăng lên theo những cách không thể dự đoán trước. Vì lý do này (và những lý do khác), Hệ Mặt Trời là hỗn loạn theo nghĩa kỹ thuật của lý thuyết hỗn loạn trong toán học, và ngay cả các mô hình dài hạn chính xác nhất về chuyển động quỹ đạo của Hệ Mặt Trời cũng chỉ có độ chính xác không quá vài chục triệu năm.
Hệ Mặt Trời là ổn định khi xét theo quan điểm của lịch sử loài người và trong tương lai xa, nếu giả định rằng sẽ không có bất kỳ hành tinh nào va chạm với nhau hoặc bị đẩy ra khỏi hệ Mặt Trời trong vài tỷ năm tới, và quỹ đạo của Trái đất sẽ là tương đối ổn định.
Kể từ khi có định luật hấp dẫn của Newton (1687), các nhà toán học và thiên văn học như Laplace, Lagrange, Gauss, Poincaré, Kolmogorov, Vladimir Arnold và Jürgen Moser đã tìm kiếm bằng chứng về sự ổn định của các chuyển động hành tinh, và nhiệm vụ này đã dẫn đến nhiều phát triển trong toán học, dẫn tới một số 'chứng minh' liên tiếp về sự ổn định của Hệ Mặt Trời.

## Tổng quan và thách thức
Các quỹ đạo của các hành tinh là bỏ ngỏ đối với các biến thiên dài hạn. Mô hình hóa Hệ Mặt Trời là một trường hợp của vấn đề n vật thể trong vật lý, thường không thể giải được, ngoại trừ bằng việc mô phỏng số.

### Cộng hưởng

Biểu đồ thể hiện số lượng thiên thể vành đai Kuiper đối với một khoảng cách nhất định (tính bằng AU) từ Mặt Trời.

Cộng hưởng quỹ đạo xảy ra khi bất kỳ hai chu kỳ nào có một tỷ lệ số học đơn giản. Chu kỳ cơ bản nhất cho một thiên thể trong Hệ Mặt Trời là chu kỳ quỹ đạo của nó và cộng hưởng quỹ đạo tràn ngập khắp Hệ Mặt Trời. Năm 1867, nhà thiên văn học người Mỹ Daniel Kirkwood nhận thấy rằng các tiểu hành tinh trong vành đai tiểu hành tinh không được phân bố ngẫu nhiên. Có những khoảng trống dễ thấy trong vành đai tại các vị trí tương ứng với các cộng hưởng với Sao Mộc. Ví dụ: không có tiểu hành tinh nào ở mức cộng hưởng 3:1 (khoảng cách 2,5 AU) hoặc ở mức cộng hưởng 2:1 (khoảng cách 3,3 AU, với AU là đơn vị thiên văn hay về cơ bản đó là khoảng cách từ Mặt Trời đến Trái Đất). Hiện tại chúng được biết đến như là khoảng trống Kirkwood. Một số tiểu hành tinh sau đó đã được phát hiện là có quỹ đạo trong những khoảng trống này, nhưng quỹ đạo của chúng không ổn định và cuối cùng chúng sẽ thoát ra khỏi sự cộng hưởng do những cuộc đụng độ với hành tinh lớn hơn.
Một dạng cộng hưởng phổ biến khác trong Hệ Mặt Trời là cộng hưởng quỹ đạo-tự quay, trong đó chu kỳ tự quay (thời gian hành tinh hoặc vệ tinh quay một vòng quanh trục của nó) có tỷ lệ số học đơn giản với chu kỳ quỹ đạo của nó. Một ví dụ là Mặt Trăng của chúng ta, nằm trong cộng hưởng quỹ đạo-tự quay 1:1, giữ mặt xa của Mặt Trăng luôn quay lưng về phía Trái Đất. Sao Thủy nằm trong cộng hưởng quỹ đạo-tự quay 3:2.

### Tính dự đoán
Các quỹ đạo hành tinh là hỗn loạn theo thang thời gian dài hơn, theo cách mà toàn bộ Hệ Mặt Trời có thời gian Lyapunov trong khoảng 2–230 triệu năm. Trong mọi trường hợp điều này có nghĩa là vị trí của hành tinh dọc theo quỹ đạo của nó trở thành không thể dự đoán với bất kỳ độ chắc chắn nào (chẳng hạn thời gian vào mùa đông hay mùa hè trở thành không chắc chắn), nhưng trong một số trường hợp thì tự các quỹ đạo cũng có thể thay đổi mạnh. Sự hỗn loạn như vậy biểu hiện mạnh mẽ nhất như là các thay đổi về độ lệch tâm, với quỹ đạo của một vài hành tinh trở thành elip nhiều hay ít đáng kể.
Trong tính toán, các biến số không biết bao gồm số lượng tiểu hành tinh, moment tứ cực của mặt trời, sự mất khối lượng của Mặt Trời do bức xạ và gió mặt trời, lực cản của gió mặt trời đối với các từ quyển hành tinh, lực thủy triều thiên hà và các hiệu ứng từ các ngôi sao đi ngang qua.